# Clubiona ruandana
Clubiona ruandana är en spindelart som beskrevs av Embrik Strand 1916. Clubiona ruandana ingår i släktet Clubiona och familjen säckspindlar. Inga underarter finns listade i Catalogue of Life.